# Corcoran (Kalifornia)
Corcoran település az Amerikai Egyesült Államok Kalifornia államában, Kings megyében. Lakosainak száma 22 339 fő (2020. április 1.).

## Népesség
A település népességének változása:
| Lakosok száma | 24 813 | 22 084 | 22 339 |
|               | 2010   | 2015   | 2020   |